# 林俊華
林俊華（英語：Parson Lam Chun-wah），香港公務員，現任香港駐曼谷經濟貿易辦事處處長。他在香港政府任職政務主任，早年曾效力財經事務及庫務局財經事務科及勞工及福利局。他在2017年至2021年年中曾任職於保安局，擔任首席助理秘書長，主管香港出入境政策及監督入境事務處日常營運。自2021年年中起，他調任食物及衞生局食物科的首席助理秘書長，隨改組架構而在2022年7月起改於環境及生態局食物科任職。他在2023年獲港府委任為香港駐曼谷經濟貿易辦事處處長，接替李湘原，於9月4日履新。